# 알리레자 다비르
알리레자 다비르(페르시아어: عليرضا دبير,‎ 1997년 9월 16일~)는 이란의 레슬링 선수이다. 1998년 세계 선수권 대회에서 우승했고, 이후에 시드니에서 열린 2000년 하계 올림픽에서 금메달을 획득했다. 이외에  세계 선수권 대회에서 은메달을 3번 획득했고, 아시안 게임에서 은메달 1개 획득했다. 아테네에서 열린 2004년 하계 올림픽에서 어깨 부상으로 탈락하였고, 대회를 끝으로 은퇴했다. 선수 은퇴 후 2007년부터 2017년까지 테헤란 시의회의 의원으로 활동했다.